# Виларинью-де-Коташ
Виларинью-де-Коташ (порт. Vilarinho de Cotas)  —  населённый пункт и район в Португалии,  входит в округ Вила-Реал. Является составной частью муниципалитета  Алижо. По старому административному делению входил в провинцию Траз-уж-Монтиш и Алту-Дору. Входит в экономико-статистический  субрегион Доуру, который входит в Северный регион. Население составляет 166 человек на 2001 год. Занимает площадь 3,81 км².